# Foot Ball Club Melgar
El FBC Melgar és un club peruà de futbol de la ciutat d'Arequipa. Va ser fundat el 25 de març de 1915. Des de 1971 participa a la Primera Divisió del Perú, quan va obtenir el seu dret de participar-hi després de guanyar la Copa Perú d'aquell mateix any.
En la classificació històrica del futbol peruà s'ubica al quart lloc gràcies a les bones campanyes que va realitzar a Primera Divisió, destacant els dos títols professionals els anys 1981 i 2015; i dos subcampionats obtinguts el 1983 i 2016.
Dentre els clubs no limeños, posseeix major quantitat de jugadors nascuts en la terra d'origen del club. Fet que es mostra als planters campions (1971 i 1981), que van ser integrats majoritàriament per arequipeños. D'altra banda, posseeix 14 participacions internacionals (7 a Copa Libertadores, 6 a Copa Sud-americana i 1 a Copa Conmebol).
El club utilitza dos estadis: l'Estadi Mariano Melgar (20.000 espectadors) i l'Estadi de la UNSA, creat el 1990 i amb capacitat per a 40.217 espectadors.

## Història

### Fundació
FBC Melgar va ser fundat el 25 de març de 1915, per iniciativa d'un grup de joves arequipenys reunits al llavors Parc Bolognesi, actualment avui el Parc Duhamel. Aquest dia es van reunir els senyors Lino Linares, Edilberto Gallegos, José Giraldez, Víctor Ballón, Genaro Ortiz, Luis Chacaltana, Àngel García, Ricardo López, Pedro Grados, Domingo Guillén, Fanastino Carpio, Carlos Black, Benjamí Vergaray, Mariano Laguna, Octavio Huerta, Juan de la Vega, i uns altres i van decidir crear el "Joventut Melgar" en honor al centenari del sacrifici de Mariano Melgar (mesos després, al juny del mateix any canviaria el seu nom a l'actual) per a la pràctica del futbol.
Joventut Melgar va començar l'etapa esportiva en què l'entusiasme desbordant dels seus fundadors es barrejava amb la pràctica. Poc temps després, vinculant el nom de Melgar amb l'esport, va aparèixer la segona partida de baptisme "FBC Melgar" així com es feia conegut, d'aquesta mateixa manera la història li guardaria un lloc al futbol peruà com simplement el "Melgar". El club va prendre el seu nom com a homenatge d'aquesta joventut, al seu sacrifici patriòtic i ensenyament per a la posteritat.

### 1918-1930
FBC Melgar formaria part del primer campionat de futbol el 1918 organitzat per la recentment fundada Lliga Sportiva d'Arequipa (avui Lliga Provincial d'Arequipa) tenint una destacada participació. L'any de 1919, Melgar viatja per primera vegada a la ciutat de Lima per participar en un torneig amistós on va realitzar magnífiques performances amb jugadors com: Hilario Maturana, Vera, Remigio Ramírez, Alexandre Cuadros, Pizarro, Carpio, Bellido, Pérez, Manuel Ramírez, Salomón Ramírez i Gómez de la Barra, van conquerir una copa del diari La Crónica, un tinter d'or i un calendari d'or.
Va ser el 1921 que Melgar aconsegueix guanyar el seu primer trofeu de la Lliga Sportiva d'Arequipa, aquest va ser en el segon torneig organitzat per aquesta entitat aquell any, derrotant a la final a l'Independència. El 1923 s'alçaria amb el seu segon trofeu, aquest donat per la colònia espanyola, en un torneig organitzat com a part de les festes del descobriment d'Amèrica, torneig denominat "Torneig de la Raça" derrotant a la final al White Star. En 1924, Melgar participaria del Torneig Intercity denominat "Augusto B. Leguía" on també participaria l'Association FBC de Lima, al que derrotaria per 3 a 1 en la presentació de l'equip capitalí en sòl arequipeño. Al quadrangular final empataria amb el White Star i derrotaria tant el Victòria del Huayco com l'FBC Aurora, obtenint els punts suficients per guanyar la copa.
En els anys de 1925 i 1926, Melgar obtindria la "Copa Gibson", un dels tornejos anuals organitzat per la Lliga, derrotant a les finals a White Star ia Independència el 1925 i 1926 respectivament, podent-se considerar aquest èxit com el primer bicampionat del futbol arequipeny. El 1927, arribaria a la final del torneig local com a favorit; no obstant, cauria per dos gols a zero davant d'un sorprenent Piérola que jugava el seu segon any a la màxima categoria del futbol arequipeny. Aquell any, el Melgar va ser el primer equip arequipeny a enfrontar a l'Universitario de Deportes; ho va fer a la primera gira que va realitzar el club crema a la ciutat blanca, els negre-i-vermells no obtindrien un bon resultat donat que perdrien pel marcador d'un a dos.
El 1928 el Melgar es consagra campió d'Arequipa després que el partit de definició davant del White Star, amb el qual va quedar empatat al cim de la taula general del torneig d'aquell any, mai va arribar a culminar-se a causa de greus incidents suscitats al camp de joc per part dels jugadors i simpatitzants del White Star, esdeveniment que va comportar l'expulsió dels tiznados del torneig i l'adjudicació automàtica del títol per als negre-i-vermells. El 1930, Melgar derrotaria l'Alianza Lima per 2 a 1, en el que significaria la primera derrota dels aliancistas en terres arequipeñas i la pèrdua de l'invicte amb què arribava l'equip capitalí, en aquell partit van alinear Lucioni, Arce, Rubio, Vargas, Gutiérrez, Lobatón, Jorge Chirinos, Gallecs, Zegarra Ballón, José Chirinos i Martínez, sent aquest últim l'encarregat d'anotar tots dos gols, amb aquest triomf Melgar va alçar la copa donada pel llavors Alcalde d'Arequipa don Federico Emmel.

#### La gira per Xile

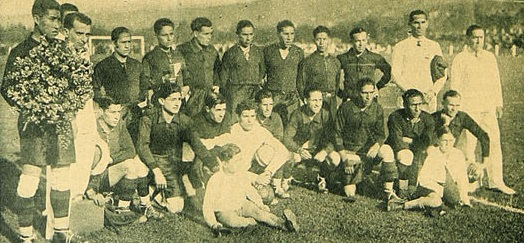
FBC Melgar a Xile, any 1930.

Abans d'iniciar la gira per Xile, cosa que constituiria la seva primera participació internacional, Melgar va vèncer el Ciclista Lima per 2 a 1 en un amistós, el Piérola i l'Huracan pel torneig local pel mateix marcador de 5 a 0. El 10 d'agost de 1930 Melgar inicia una gira per Xile, en el seu debut internacional Melgar va enfrontar a la Selecció de Valparaíso amb la qual va empatar 3 a 3, dies després es va donar la revenja aquesta vegada caient per 5 a 0 davant del conjunt xilè. El 25 d'agost a Melgar cauria per 4 a 1 davant del Colo-Colo, dies després enfrontaria a l'Audax Italià amb el qual perdria per un marcador atapeït de 3 a 2. El Melgar després jugaria davant de la Selecció de Coquimbo, la Selecció d'Antofagasta i la Selecció d'Iquique amb les quals s'empataria sense obrir el marcador.

### Primer triomf internacional (1931)
Al novembre de 1931, el club Bolívar de Bolívia va fer una visita a Arequipa per sostenir una sèrie de partits de caràcter amistós davant d'equips de la ciutat i del proper port de Mollendo. El club negre-i-vermell seria el segon club a enfrontar el Bolívar i, en una tarda brillant del diumenge 29 de novembre, aconseguiria obtenir el seu primer triomf internacional en derrotar l'equip bolivià amb un contundent 4 a 1 al vell Stadium Melgar.

### 1931-1961
A la dècada dels trenta del segle passat van sorgir diversos canvis en el futbol d'Arequipa, cal esmentar la disminució del nombre d'equips en primera divisió i la instauració dels descensos a partir del 1933, aquests canvis van coincidir amb el declivi de l'acompliment futbolístic del club que durant aquests anys només aconseguiria com a màxims èxits dos subcampionats el 1931 i 1936. El 1938 després d'una mala campanya descendiria per primera vegada a la segona divisió després de 20 anys consecutius a la màxima categoria del futbol mistià, convertint-se en el segon equip dels cinc grans de la ciutat a baixar després que l'Sportivo Huracà ho fes a En 1933, el descens es consumar després de caure derrotat en el partit de promoció cara al campió de la Segona Categoria, l'Esportiu Cicló del barri de San Lázaro, pel resultat atapeït de 2 a 1. Aquesta dècada també va suposar l'aparició de l'hegemonia sobre el futbol arequipeny per part del màxim rival, l'FBC Aurora.
Després de romandre diversos anys a la segona divisió de la ciutat des que va baixar un 4 d'agost de 1957 en un partit davant l'Independent de Miraflores, l'FBC Melgar ascendiria a la primera divisió després de campionar al torneig de l'any de 1961 (jugat des de novembre a aquell any fins al juliol de 1962) en finalitzar primers amb 22 punts de manera invicta en guanyar 9 partits i empatar-ne uns altres 4, quedant per sobre d'altres clàssics equips com Deportivo Mistiano i Victoria del Huayco. El seu bon caminar pel torneig va començar amb una victòria sobre Sant Cristòfol per 3 a 1, aconseguint l'ascens en derrotar el Deportivo Bolivariano per 5 a 1. En aquest partit van marcar Carlos Paredes als 8 minuts del primer temps, va empatar el rival als 12 minuts, després va començar la golejada amb els gols d'Óscar Márquez als 20 minuts i després Walter Zúñiga als 25 minuts augmentava al marcador ia l'etapa final marc Carlos Márquez als minuts 7 i 27 del segon temps decretant la golejada de 5 a 1.

### Campions d'Arequipa (1962-1965)
Havien passat dècades des de l'últim cop que l'FBC Melgar s'alçava amb el títol de campió arequipeny, l'últim cop el 1928 en una final de campionat polèmica. Seria el 1962 quan el nom de FBC Melgar tornava a ressonar a l'ambient futbolístic de la ciutat, ja que l'equip recentment ascendit donaria la sorpresa a la primera divisió en quedar-se amb el trofeu de campió d'aquell torneig. Per a aquell campionat de primera divisió de 1962, els negre-i-vermells van mantenir la base de jugadors amb qui van ascendir i van incorporar-ne d'altres que van fer de l'equip més competitiu.
Per a l'any de 1964 el club negre-i-vermell, es proclama campió del torneig amb una actuació enlluernadora, un equip que comptava amb figures ressaltants del futbol Arequipeño, recolzats per un bon entrenador, Alberto Ugarte. Per a l'any de 1965, el club aconseguiria el bicampionat de la Primera Divisió del Futbol Arequipeño en un torneig regular. Ja que l'equip a la primera roda va patir una sèrie de derrotes i empats, i poques victòries. A la segona part del certamen va aconseguir una gran remuntada, aconseguint els triomfs necessaris per aconseguir el bicampionat. L'equip en total va sumar 10 triomfs, 5 empats i 3 derrotes.

### Invitació al Campionat Descentralitzat (1966)
El 1966, durant la presidència Luis Isenrich Lomellini qui la història del club ho aplaudeix com el que va donar els èxits a la dècada dels 60, l'FBC Melgar va ser convidat per l'Associació de Futbol Peruà per intervenir en el primer Campionat de Futbol Descentralitzat. L'equip de l'FBC Melgar va debutar en aquest campionat Descentralitzat a la Ciutat de Lima davant del Defensor Lima. El resultat final d'aquest partit va ser d'un gol a zero favorable a l'equip negre-i-vermell de l'FBC Melgar, gol anotat pel centre davanter Pedro Huamán. Al final d'aquest campionat, l'equip va ocupar la setena posició d'un total de 14 equips, ia causa de les bases del campionat va haver de baixar.

### Campió de la Copa Perú (1971)
El dia 8 de maig de 1971 el Melgar, necessitava de només un empat o un triomf per a adjudicar-se la Copa Perú, i convertir-se en el primer equip Arequipeño a guanyar-la. Era la cinquena edició d'aquest torneig nacional. Va enfrontar al Col·legi Nacional de Iquitos, tot s'estava costa amunt quan el club iquiteño va avançar en el marcador als 45 minuts del primer temps, però el Melgar aconsegueix l'empat al minut 43 del segon temps amb punt de Luis Ponce Arroé; i amb aquest punt la Copa Perú va ser per al club Melgar i per a la ciutat de Arequipa, aconseguint així el seu ascens a la Primera Divisió Peruana, del qual ha romàs fins a l'actualitat.

### Campió de la Primera Divisió (1981)
En el partit contra Alianza Lima en 1981, trobada clau per a obtenir el títol, l'equip rojinegro va guanyar amb un gol de Genaro Neyra i un autogol. En el segon temps, l'equip blanc-i-blau va marcar un gol de Freddy Ravello però Ernesto Neyra va decretar el 3-1 final. El partit final va ser amb Sporting Cristall, que durant aquest any va complir una mala campanya, però si guanyaven aquest dia els melgarianos haurien d'anar a una disputa pel títol contra Universitario, ja que els cremes van vèncer al seu similar d'Unió Huaral per 3 a 1. Els rojinegros només necessitava d'un empat per a aconseguir la corona. El partit es va desenvolupar en l'Estadi Nacional de Lima davant 33,948 espectadors, que esperaven un triomf dels rimenses, però la trobada va finalitzar en empat 1-1. Amb això, el títol va ser arequipeño, convertint-se així en el primer equip de la serra peruana a ser campió de la Primera Divisió del Perú, i va anar a més la seva primera classificació a la Copa Libertadors d'Amèrica.

### Subcampió (1983)
L'any 1983, el campionat comptava amb 17 equips i es va jugar en dues rodes, una d'anada i l'altra de tornada. En finalitzar el campionat, els 6 primers equips classificaven a una liguilla final d'on sortiria el campió i subcampió i, per tant, els dos classificats a la Copa Llibertadors de 1984. Melgar va finalitzar el campionat descentralitzat amb 44 punts, després de la liguilla va acabar amb 8 punts i va obtenir el subcampionat i el passi a la Copa Llibertadors 1984. Cal dir que la liguilla final es va jugar solament a Lima, afavorint als quadres de la capital. Al final del partit polèmic amb Sporting Cristal on els cervesers li van guanyar el títol als arequipeños. Durant l'època dels regionals va complir regulars, guanyat el regional sud en diferents ocasions sense major fortuna en les etapes decisives.

### 2000-2011
En els anys 2000 no va tenir major notorietat en el futbol peruà excepte per portar jugadors estrangers com Luis Artimé (2002), Gabriel García (2004), Sergio Ibarra (2008) i més recentment Julián Di Cosmo i Bernardo Cuesta (2012).
En el 2007 es contracte a Ysrael Zúñiga, també a Jorge Rodríguez, es van aconseguir bons triomfs de local, lamentablement l'equip va caure al final i no es va aconseguir un contingent a la Copa Sud-americana. En 2008 es va portar com a fitxatge principal al golejador argentí nacionalitzat peruà Sergio Ibarra el qual va aconseguir trencar el rècord de Golejador Històric del Futbol Peruà, l'equip va començar bé amb Gustavo Bobadilla com DT, lamentablement alguns empats de local ho van deixar fora de la Copa Sud-americana 2009. En 2009 Sergio Ibarra va partir al Juan Aurich, el fitxatge de la temporada va ser Ysrael Zúñiga que venia de nou a l'equip després de jugar a Turquia, l'equip va mantenir una regularitat amb triomfs atapeïts de local però les derrotes de visita van acabar amb la il·lusió de classificar a la Copa Sud-americana 2010. En aquest any l'equip es va mudar de l'Estadi Marià Melgar al Monumental de la UNSA, lamentablement les baralles entre el DT Claudio Techera e Ysrael Zúñiga van dividir al grup, Techera va renunciar i Luis Flores va acabar la campanya.
En el 2010 es va vendre a Ysrael Zúñiga al Juan Aurich, Hilden Salas va emigrar al Cienciano i es va contractar a Antonio Meza Cuadra provinent de la Universitad César Vallejo, l'equip mai va trobar la regularitat i lamentablement va cedir molts empats de local. En el 2011 amb la volta de Claudio Techera a l'equip, es va contractar a José Carvallo, es va fer una campanya en la qual es va perdre molts partits de local i de visita, es va acabar barallant la baixa i l'equip recentment es va salvar 2 dates abans del final. Amb Wilmar València ja com a nou tècnic, Melgar aixecaria el seu rendiment però no del tot pel que va acabar barallant la baixa en les 2 últimes dates. La penúltima era decisiva per a l'elenc arequipeño, que s'enfrontaria al llavors capdavanter, i fet i fet subcampió del torneig, Alianza Lima. El partit va acabar 3-2 a favor de Melgar, i a pesar que els rojinegros van caure 2-1 en el següent partit davant Alianza Atlético, es va aconseguir mantenir la categoria.

### Notòria millora
En el 2012 es contracta al entrenador argentí Julio Zamora i diversos reforços argentins, també va tornar a l'equip Hilden Salas, els quals van fer una campanya esplèndida, es va aconseguir tenir una ratxa de 5 partits de local amb marcadors de 3-0 sobre els visitants (Unión Comercio, Cienciano, Alianza Lima, Universitario i San Martin), Melgar va jugar 22 partits de local. Es va guanyar 17 partits, 3 empats i 2 derrotes. L'equip va acabar en el 5è lloc de la taula general accedint per primera vegada a la Copa Sud-americana i al quart torneig internacional de la seva història. Els nacionals José Carvallo, Hilden Salas, Antonio Meza-Quadra i els argentins Julián Di Cosmo i Bernardo Cuesta van ser els 5 jugadors que es van destacar en la temporada. Es va treballar amb un pressupost real i d'acord amb els ingressos, seguint el procés concursal per part d'Henry Bustinza i la seva Directiva.
El 2013 es va contractar Leao Butrón, l'uruguaià Bosco Frontán, a més del retorn de Ysrael Zúñiga i Edson Aubert, que van tenir destacada actuació, entre d'altres. No obstant això el club va començar molt malament perdent 3 partits consecutius a Arequipa, la qual cosa va generar la destitució de l'entrenador Straccia. Després es va contractar Franco Navarro com a entrenador i l'equip va millorar lleument, però es va acabar barallant el descens, al final de temporada es va saber que els jugadors mai es van endur bé amb Navarro i que hi havia un clima de desconfiança i tensió al grup.
D'altra banda, es va jugar la Copa Sud-americana on es va enfrontar en primera ronda a Deportivo Pasto de Colòmbia. El primer partit es va jugar a Colòmbia, on va ser victòria 3-0 de Pasto. El segon partit va ser jugat a Arequipa, el club Melgar va guanyar 2-0, però no va aconseguir passar de fase.
Des de l'any 2014 l'entrenador de l'equip va ser l'experimentat Juan Reynoso, que va arribar des de Mèxic. Melgar va començar de gran manera l'any al Torneig de l'Inca, on va ser part del grup B. Encara que a l'últim partit, una derrota ho deixo fora de disputar la final. A mitjan any es va gestar l'arribada dos reforços més: Donny Neyra i el jove colombià Omar Fernández Frasica, que en els seus primers partits va realitzar actuacions destacades, sent un dels jugadors preferits de l'afició. Després d´un torneig irregular, l'equip es va haver de conformar amb la classificació a la Copa Sud-americana.

### Campió 2015
El 2015, l'equip va fer una inversió més gran. Al Torneig de l'Inca va acabar eliminat amb prou feines en fase de grups. Al Torneig Obertura l'equip va aconseguir corregir algunes de les seves deficiències, tot i això, tres empats de local van acabar relegant l'equip a la segona ubicació del campionat, a tan sols un punt del guanyador.
A mitjan any, Carlos Ascues va ser fitxat pel VfL Wolfsburg d'Alemanya a canvi de 1.5 milions d'euros. Melgar va debutar a la Copa Sud-americana enfrontant Junior de Colòmbia a Barranquilla. Aquell primer partit, Melgar va mostrar fal·lències a la defensa durant el primer temps, arribant a l'entretemps caient 4-0. Al segon temps el joc es va equiparar una mica, encara que sobre el final del partit Junior anotaria un altre gol més, finalitzant el partit 5-0. La setmana següent es va jugar el segon partit a l'Estadi Monumental de la UNSA. L'equip va guanyar 4-0, però no n'hi va haver prou per passar de fase.

## Palmarès
- Lliga peruana de futbol:[55]
  - 1981, 2015
- Torneo Clausura:
  - 2015, 2018
- Torneo Apertura:
  - 2022
- Torneo de Verano:
  - 2017
- Copa Perú:[56]
  - 1971